# CVS健康
CVS健康公司（CVS Health Corporation；原名CVS Corporation、CVS Caremark Corporation）是一家美国医疗保健公司，总部位于罗得岛州文索基特，旗下有CVS藥局、CVS Caremark、安泰人壽等多个品牌。2021年，该公司在财富美国500强中排名第4，在财富世界500强中排名第7。

## 历史
1963年，消费者价值商店（Consumer Value Stores）在马萨诸塞州洛厄尔成立，主要销售美容产品。1969年，它被梅尔维尔公司（Melville Corporation）收购，1996年自梅尔维尔公司拆分，在纽约证券交易所上市。
2018年11月，它以690亿美元的价格收购安泰人壽。